# Jaime de Huete

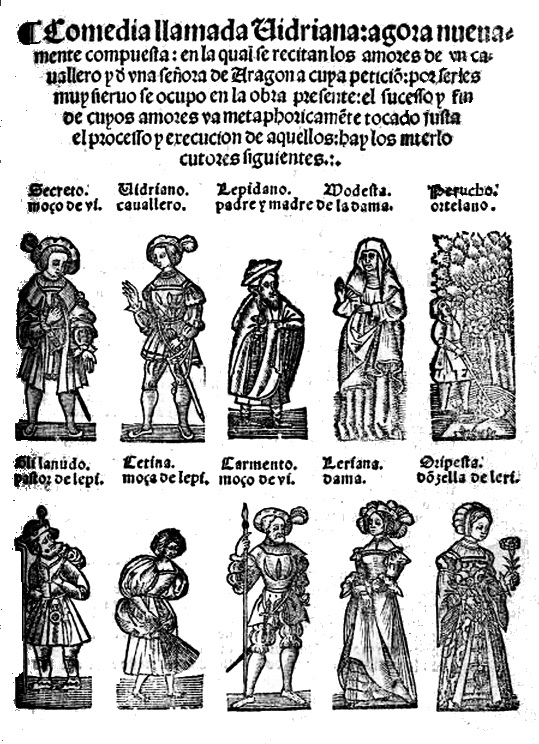
Portada de la Comedia Vidriana.

Jaime de Huete fue un autor teatral aragonés que publicó entre 1528 y 1535 dos comedias llamadas Tesorina y Vidriana, influidas por las églogas de Juan del Encina o Gil Vicente, la comedia latina de Terencio, la comedia humanística y, sobre todo, por la comedia de Bartolomé Torres Naharro y La Celestina.

## Vida
Sabemos poco de su vida; como por su nombre indica, podría ser natural o vecino de Huete, en la provincia de Cuenca; toda la información que conocemos está tomada del introito de una de sus comedias, la Tesorina:

Comedia intitulada Tesorina [...]. Hecha nuevamente por Jaime de Güete. Pero si por ser su natural lengua Aragonesa, no fuere por muy cendrados términos, quanto a esto merece perdón.

A partir de esta cita, extrae Errazu (2002) un probable origen alcañizano, en el contexto de los Studia Humanitatis (Escuela de Humanidades) que allí formaba humanistas como Juan Sobrarias o Juan Lorenzo Palmireno. Tal origen viene avalado por la existencia, tal y como ya postulara Gascón y Gimbao, de una rama de la familia Huete localizada en Alcañiz y por la presencia de aragonesismos y la declaración del prólogo de ser "su natural lengua Aragonesa".

## Obras
Se conoce la existencia de otras obras de Huete hoy perdidas. Escribió una glosa de asunto troyano, además de siete poemas, de los cuales cuatro de ellos son de temática amorosa, todos ellos publicados antes de 1539 en un pliego suelto.
Las dos comedias vieron la luz probablemente en la imprenta zaragozana de Jorge Coci. Precede a cada una un prólogo cómico a la manera de las obras de Torres Naharro. Hay referencias a una segunda edición de la Tesorina de 1551 que tampoco ha llegado hasta nosotros.
La extensión de cada una de las comedias que han llegado hasta nosotros, Tesorina y Vidriana, es de más de dos mil quinientos versos en copla de pie quebrado, una longitud equiparable al de la comedia nueva lopesca. Las obras tienen una estructura clásica, con un introito seguido de cinco actos o jornadas.
El asunto de estas comedias viene determinado por una acción principal que desarrolla los amores de un caballero y una dama que, tras las dificultades, conciertan su boda en un final feliz, y unas acciones secundarias desarrolladas por criados, sirvientes y pícaros.
Los personajes nobles son caracterizados como amantes dolientes y tristes, siguiendo las convenciones del amor cortés, parodiado en el Calisto de La Celestina, y en la novela sentimental. Por el contrario, el amor del resto de los personajes (y también el de los protagonistas, cuando satisfacen sus deseos amorosos) supone la entrega gozosa al disfrute de los sentidos, como sucedía en la comedia latina, la italiana y la humanística y en los pasos y entremeses populares, entre cuyos tipos se cuentan los personajes subalternos de estas comedias. El habla de los rústicos, así, es muy atrevida, llena de coloquialismos y regionalismos, llegando a expresiones vulgares y obscenas que provocan a risa. Por este tono, presente en toda su escritura, las comedias de Huete pasaron a engrosar en 1559 el Índice de libros prohibidos por la Inquisición.
Las obras de Jaime de Huete muestran una precoz complejidad, solo igualada por las obras mayores dramáticas de Gil Vicente en su tiempo. Se observa una calidad considerable en el manejo de los recursos típicamente teatrales, como el equívoco, el disfraz, la variedad de espacios escénicos (casa, calle, campo), la distinción entre escenas diurnas y nocturnas, la variedad de registros de lenguaje: culto y amanerado en el galán amador, natural y rústico en los personajes de mayor comicidad, jergas moriscas utilizadas por los sirvientes negros, o el ceceo de un fraile celestino y alcahuete, mediador de amores y glotón, junto con los mencionados aragonesismos y expresión de lenguaje vulgar.
Las acciones son más contemporáneas que las del teatro lopesco, carecen de afán moralizante y contienen una propuesta transgresora típica del erasmismo español, que dio obras como el Lazarillo de Tormes o La lozana andaluza en estas mismas fechas, todas ellas prohibidas tras el viraje contrarreformista de la iglesia católica.
No hay noticias de que estas comedias fueran representadas en su época, pero Tesorina fue escenificada bajo la dirección de Mariano Cariñena en 1979 por el Teatro Estable de Zaragoza y en 2006 por el Centro Dramático de Aragón. Las dos comedias han sido publicadas en edición crítica por Ángeles Errazu en 2002 con un amplio estudio introductorio.

## Ediciones
- Jaime de Huete, Tesorina. Vidriana., ed. Ángeles Errazu, Zaragoza, Instituto de Estudios Altoaragoneses-Publicaciones de la Universidad de Zaragoza-Diputación General de Aragón (col. Clásicos Aragoneses Larumbe), 2002.